# Епсом
Е́псом (англ. Epsom [ˈɛpsəm]) — місто у Великій Британії, розташоване в однойменному окрузі графства Суррей, на південному сході Англії, за 25 кілометрів на південний захід від Лондона. Чисельність населення Епсома становить 27065 осіб (на 2009 рік).

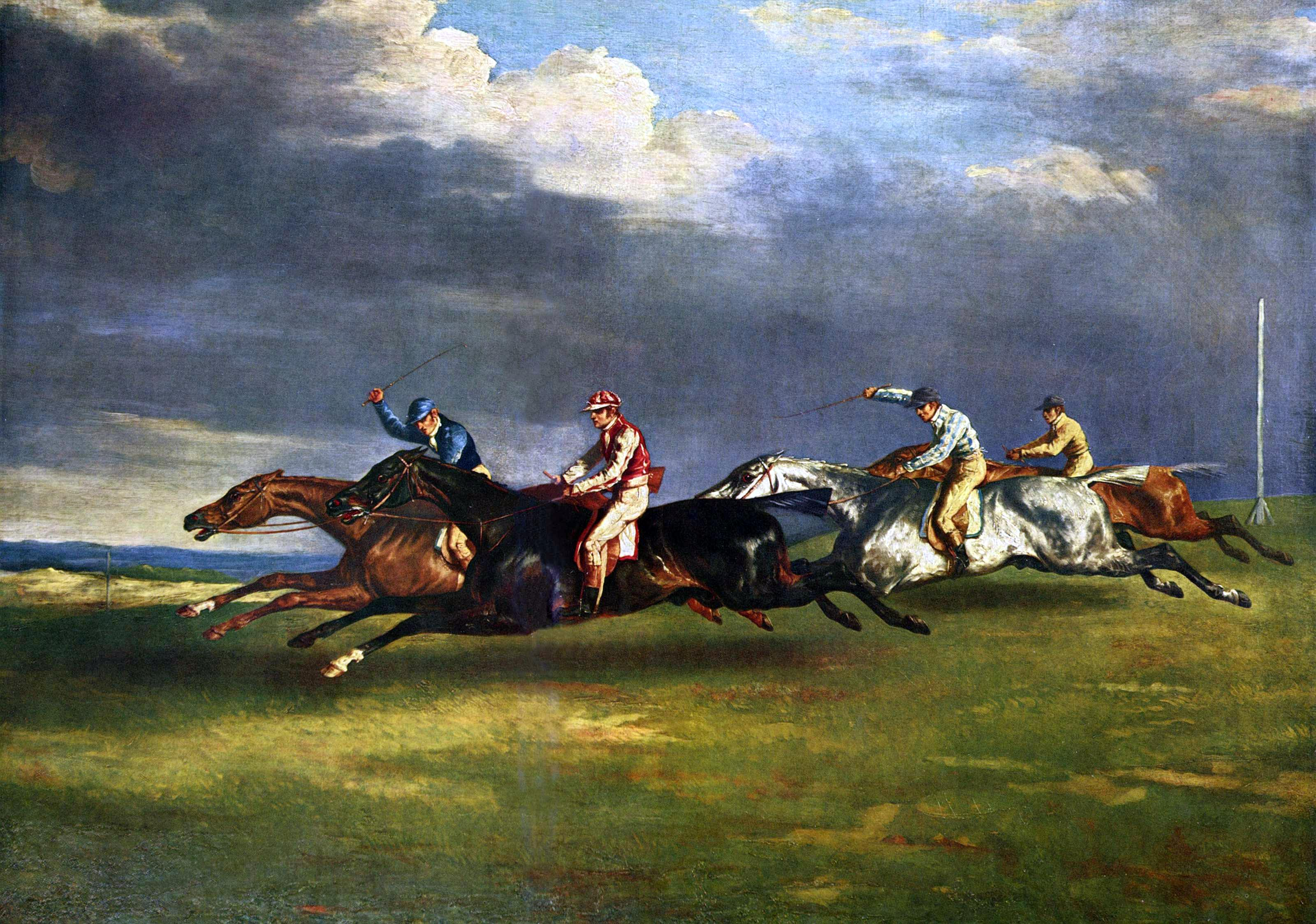
Т.Жерико Епсомські дербі (1821)

Назва міста походить від імені одного з саксонських вождів, Ебби, що висадився тут і побудував селище у VI столітті. Зроблені в окрузі Епсом археологічні знахідки, що стосуються VII століття, зберігаються у Британському музеї. 933 року, за англосаксонського короля Етельстана, на території нинішнього округу Епсом було засноване абатство Чертсі (нині — місто). Епсом згадується у Книзі Страшного суду під 1086 під назвою Евершем.
З XVIII століття Епсом — курорт із джерелами цінної мінеральної води. З метою розваги відпочивальників і курортників в Епсомі наприкінці того ж століття стали проводитися кінні перегони, що зробили Епсом відомим в усьому світі: Оакс (з 1779) і Епсомські дербі (з 1780).
В Епсомі народилися: співачка, акторка та композиторка Петула Кларк, британська акторка Джулія Ормонд, актор Том Фелтон фотограф Мартін Парр, автогонщик Пітер Гетін. Тут жила Венеція Кетрін Дуглас Бернінг. 
У 1695 році з мінеральної води Епсомського джерела виділили сіль, що мала гіркий смак і проносну дію. Аптекарі називали її гіркою сіллю, і навіть англійською, чи епсомською сіллю. Мінерал епсоміт має склад MgSO4 · 7H2O.